# 高明河
高明河，又名沧江河，位于中华人民共和国广东省佛山市高明区境内，发源于高明区西南老香山托盘顶（高程484米），蜿蜒向东，横贯高明区东西，至高明区城区荷城街道以南，沿着高明区与南海区边界，于海口塔侧石岩头汇入西江干流入海水道。全长82.4千米，总落差446米，河道平均比降0.45‰，流域面积1033.5平方千米。